# Канаева, Диана Рафаэлевна
Диа́на Рафаэ́левна Кана́ева (род. 27 марта 1997, Набережные Челны, Россия) — российская хоккеистка и функционер. Выступала за сборную России по хоккею с шайбой.

## Биография
Родилась 27 марта 1997 года в Набережных Челнах. В чемпионате России по хоккею с шайбой дебютировала в сезоне 2013/14 за одинцовскую «Комету». В следующем сезоне стала игроком санкт-петербургского «Динамо», выступая за команду вплоть до её временного закрытия.
С 2021 года является генеральным директором хоккейного клуба «Динамо-Нева».
Выступала за юниорскую сборную России на чемпионатах мира 2014 и 2015 годов, в последнем завоевала бронзовую медаль. За основную команду дебютировала на турнире 4-х наций в Финляндии в 2015г.Участинца Олимпийских игр 2018 года в Пхёнчхане. В турнире сыграла 6 матчей, очков за результативность не набрала.